# 카를 마이어
카를 마이어(독일어: Karl Mayr, 1883년 1월 5일-1945년 2월 9일)는 독일의 군인이다. 독일 제국 시절 임관한 장군참모 출신으로, 1919년-1920년 아돌프 히틀러가 바이마르 공화국 국가방위군 정보병으로 근무할 당시 그의 직속상관이었다. 이 과정에서 마이어는 히틀러가 정치에 입문하게 만들었다.
본래 군주주의자, 보수주의자였던 마이어는 1920년대를 거치며 공화주의자, 반파시스트가 되었다. 독일 사회민주당에 입당하여 나치와 직접 투쟁하는 준군사조직 흑적금 국기단을 지휘하다 1933년 나치가 정권을 잡게 되자 프랑스로 도피했다. 그러나 제2차 세계 대전으로 프랑스가 독일에 점령당하자 게슈타포의 추적을 받은 끝에 체포되어 부헨발트 강제 수용소에서 노역을 하다 죽었다.

## 이력
마이어는 바이에른 왕국의 치안판사 집안의 아들로 태어났다. 고등학교를 졸업하고 1901년 7월 14일 뮌헨의 제1바이에른 보병연대에 사관후보생으로 임관했다. 상부에 좋은 평가를 받아 빠르게 승진하여 1903년 소위, 1911년 중위를 달았다.
1914년 8월 제1바이에른 엽병대대에 배속되었다. 제1차 세계 대전 때는 로렌과 플랑드르에서 종군했고 1915년 초에는 산악군단에 배속되었다. 1915년 6월 1일 대령으로 승진했고 1917년 산악군단 장군참모단에 이름을 올렸다. 1918년 3월 13일 제1바이에른 엽병대대 대대장으로 임명되어 1918년 7월 20일에서 10월 15일까지 터키의 동부 군집단에서 종군했다.
종전 직후인 1918년 12월 1일, 마이어의 보직은 뮌헨의 제1바이에른 보병연대의 중대장이었다. 1919년 2월 15일 군에서 예편했으나 5월에 뮌헨 근위연대 제6대대 대대장으로 복귀했다. 이때 폰 오펜 총사령부의 "교육선전과" 과장이 되었다. 정보장교가 된 마이어는 1919년 6월 초 예비역 병장 히틀러를 끄나풀로 고용한다. 히틀러의 역할은 용공주의자로 의심되는 병사들을 밀고하는 것이었다. 마이어는 정보장교 총책으로서 히틀러에게 반볼셰비즘을 교육시켰고 이후 히틀러에게 뮌헨 병영의 반공주의 강사 일을 맡겼다. 또 히틀러는 이때 뮌헨에 난립하던 수많은 정당들을 사찰하는 일도 맡게 되었는데, 그 중 안톤 드렉슬러의 반유대주의-반자본주의-반공주의 정당인 독일 노동자당(DAP)과 접촉하게 되었다. 드렉슬러는 히틀러의 달변 능력에 감명받아 그에게 입당을 권유했고 히틀러는 1919년 9월 12일 DAP에 입당한다. 10월 3일 DAP 모임에 한 번 더 참석한 히틀러는 마이어에게 자신이 그 동아리 내지는 정당에 가입해야만 하겠다는 뜻을 보고했다.
1920년 3월, 카프 폭동이 일어나자 마이어는 상황을 보고 오라고 히틀러와 디트리히 에카르트, 로베르트 폰 그라임을 베를린으로 파견한다. 1920년 7월 8일 마이어는 제7군관구 사령부 장군참모 소령으로 예편하는 듯 했으나 1920년 9월 육군 정보부 제1과 b/P 담당자로 복귀했다가 곧 완전히 예편한다. 1921년 마이어는 DAP가 히틀러의 지도 아래 변모한 국민사회주의 독일 노동자당(NSDAP)을 지지했으나 얼마 되지 않아 나치의 비판자가 되었다. 1925년 마이어는 독일 사회민주당(SPD)에 입당했고 얼마 뒤 사민당의 준군사조직 흑적금 국기단의 지도자 겸 단보 주필이 된다. 같은 해 히틀러는 자신이 에리히 루덴도르프의 지시로 정당들에 심었던 방첩 끄나풀이었다는 과거를 폭로하는 회고록을 썼다가 제1보병연대 전우회에서 제명당했다. 그러자 자유주의 성향의 역사학자 한스 델브뤼크와 접촉해 출판에 도움을 받는 한편 군 시절 수집한 정보로 델브뤼크가 배후중상설을 반박할 수 있도록 도움을 주었다. 1930년대 초에는 에른스트 룀의 측근 게오르크 벨 등에 관한 나치당에 해로운 여러 정보를 사민당 언론에 흘리리는 등 열성적으로 반나치 활동에 나섰다.
그러나 1933년 나치가 결국 집권하게 되면서 마이어는 프랑스로 도피했고, 1940년 프랑스가 독일군에게 무너지면서 파리에서 게슈타포에게 체포되었다. 독일로 송환된 마이어는 1943년까지 작센하우젠 강제수용소에 수감되어 있다가 부헨발트 강제 수용소로 이감되었다. 거기서 구슈틀로프 탄약공장의 노역을 하다가 1945년 2월 9일 죽었는데, 친위대에게 살해당한 것인지 영국 공군의 폭격을 맞고 죽은 것인지 확실하지 않다.
마이어에 대한 평가는 엇갈리는 편이다. 마이어가 활동할 당시의 급진 평화주의자들과 공산주의자들은 마이어를 “양가죽을 뒤집어쓴 늑대”이며 우익과 좌익 사이에서 줄타기하던 기회주의자라고 혹평했다. 하지만 마이어와 함께 부헨발트에 수용되었던 발터 하머와 국기단 단보를 5년간 함께 발행하며 그와 치고받았던 프란츠 오스터로트는 1928년에서 1933년 사이 마이어의 반나치 활동이 확고한 신념에 의한 것이었고 그의 반나치 투쟁은 진정으로 열정적인 것이었다고 인정했다.